# Labuhan Tarok
Labuhan Tarok is een bestuurslaag in het regentschap Aceh Selatan van de provincie Atjeh, Indonesië. Labuhan Tarok telt 2317 inwoners (volkstelling 2010).